# WPA Asian Nine-ball Tour
De WPA Asian Nine-ball Tour, die ook wel bekendstaat onder de sponsornaam Guinness Asian 9-Ball Tour of voorheen San Miguel Asian 9-Ball Tour, is een jaarlijks terugkerende reeks 9-ball pool-biljarttoernooien in Oost en Zuidoost-Azië. De tour die wordt gehouden onder auspiciën van World Pool-Billiard Association werd in 2003 voor het eerst georganiseerd..
De winnaar van elk toernooi in de tour wint behalve een geldbedrag ook punten voor het jaarlijkse WPA World Nine-ball Championship.
Tot 2007 werd het evenement gesponsord door de San Miguel Corporation. Daarna werd het stokje overgenomen door Guinness.

## Resultaten
| Jaar | Locatie                      | Winnaar         | Score | Finalist             |
| ---- | ---------------------------- | --------------- | ----- | -------------------- |
| 2003 | Singapore                    | Yang Ching-shun | 11-7  | Warren Kiamco        |
| 2003 | Filipijnen                   | Efren Reyes     | 11-2  | Warren Kiamco        |
| 2004 | Singapore                    | Efren Reyes     | 11-4  | Warren Kiamco        |
| 2004 | Vietnam                      | Efren Reyes     | 11-9  | Chao Fong-pang       |
| 2004 | Hongkong                     | Yang Ching-shun | 11-9  | Hsia Hui-kai         |
| 2004 | China                        | Efren Reyes     | 11-9  | Jeong Young Hwa      |
| 2004 | Filipijnen                   | Lee Van Corteza | 11-9  | Francisco Bustamante |
| 2005 | Singapore                    | Gandy Valle     | 11-9  | Wu Chia-ching        |
| 2005 | Indonesië (Jakarta)          | Efren Reyes     | 11-6  | Yang Ching-shun      |
| 2005 | Taiwan (Kaohsiung)           | Yang Ching-shun | 11-3  | Au Chi-wai           |
| 2005 | Filipijnen (Manilla)         | Ronato Alcano   | 11-6  | Yang Ching-shun      |
| 2006 | Vietnam (Ho Chi Minh City)   | Efren Reyes     | 11-6  | Li He-wen            |
| 2006 | Thailand (Bangkok)           | Ramil Gallego   | 11-8  | Au Chi-wai           |
| 2006 | Taiwan (Kaohsiung)           | Rodolfo Luat    | 11-7  | Hsia Hui-kai         |
| 2006 | Indonesië (Jakarta)          | Efren Reyes     | 11-6  | Ricky Yang           |
| 2007 | Indonesië (Jakarta)          | Chang Jung-lin  | 11-5  | Lee Van Corteza      |
| 2007 | Taiwan (Kaohsiung)           | Yang Ching-shun | 11-6  | Chao Fong-pang       |
| 2007 | Maleisië (Genting Highlands) | Chang Jung-lin  | 11-8  | Dharminder Lilly     |
| 2007 | Singapore                    | Yang Ching-shun | 11-8  | Ibrahim Bin Amir     |
| 2007 | China (Shanghai)             | Yang Ching-shun | 12-10 | Ronato Alcano        |
| 2007 | Indonesië (Bali)             | Chang Jung-lin  | 11-8  | Lee Van Corteza      |
| 2008 | Taiwan (Taipei)              | Chang Jung-lin  | 11-5  | Joven Bustamante     |
| 2008 | Maleisië (Penang)            | Chang Jung-lin  | 11-7  | Wang Hung-hsiang     |
| 2008 | Maleisië (Genting Highlands) | Chang Jung-lin  | 11-6  | Antonio Gabica       |
| 2008 | Singapore                    | Alex Pagulayan  | 11-6  | Dennis Orcollo       |
| 2008 | China (Kanton)               | Dennis Orcollo  | 11-9  | Wang Hung-hsiang     |
| 2008 | Indonesië (Jakarta)          | Yang Ching-shun | 11-9  | Wu Chia-ching        |